# Howie Epstein
Howard Norman Epstein (21 de julio de 1955-23 de febrero de 2003) fue un músico estadounidense más conocido como bajista de Tom Petty and the Heartbreakers.

## Primeros años
Epstein nació en Milwaukee, Wisconsin, y creció en un hogar musical. Su padre, Sam, era un importante productor discográfico local que trabajó con varios grupos de rock and roll y soul en las décadas de 1950 y 1960. Epstein visitaba a menudo los estudios de música, viendo trabajar a su padre y, en ocasiones, realizando grabaciones bajo la atenta mirada de su padre a una edad muy temprana. Recordaba: "Iba a los bares con mi padre para ver los grupos con los que pensaba trabajar, y un par de veces me dejó utilizar grupos con los que estaba trabajando como músicos de acompañamiento para cosas que yo grababa." Howie asistió a la Nicolet High School  en Glendale, Wisconsin, y se graduó en 1973.

## Carrera
A finales de la década de 1960 y principios de la de 1970, Howie tocaba sobre todo la guitarra rítmica o la mandolina y cantaba en varios grupos de rock and roll y country. Milwaukee que eran populares en la región, como MHB Experience, Egz, Winks, Forearm Smash y The Craze. Cuando sintió que había llegado lo más lejos posible en Milwaukee, Epstein decidió mudarse a la ciudad de Nueva York, pero antes de que pudiera empacar su equipo, fue atraído a la Costa Oeste por un amigo baterista para tocar el bajo en una nueva banda que el cantautor John Hiatt estaba formando en Los Ángeles. Se quedó con Hiatt durante dos años y dos álbumes (Slug Line y Two Bit Monsters).

### The Heartbreakers
Epstein no empezó a tocar el bajo hasta un par de años antes de unirse a The Heartbreakers. Aceptó un trabajo de apoyo a Del Shannon. Mientras tocaba en un álbum de Shannon que Tom Petty estaba produciendo (Drop Down And Get Me), Epstein impresionó a Petty con su habilidad. En consecuencia, cuando Ron Blair, que había sido bajista de Tom Petty and The Heartbreakers desde su creación en 1976, anunció que lo dejaba debido al agotamiento de la intensa agenda de giras de la banda, Epstein fue reclutado para sustituirlo. "Todos pensamos que Howie conseguiría el puesto", dice el batería original de The  Heartbreakers Stan Lynch. "Parecía tener muy buen feeling con lo que estábamos haciendo. Es un buen bajista, un buen cantante y encajó muy bien". Epstein estuvo de acuerdo en que la transición de tocar en estas oscuras bandas a formar parte de una banda muy popular y establecida fue casi perfecta. "Ha sido más fácil de lo que pensaba. Ya estaba familiarizado con la mayor parte de su música sólo porque soy fan de los Heartbreakers, así que no fue como si llegara en frío".
Después de unirse a The Heartbreakers, empezó a tomarse el bajo en serio. "Tenía tendencia a tocar muy ocupado, por todos los años de tocar la guitarra rítmica". Epstein encontró un estilo natural que, según él, enfatizaba "la simplicidad, tocar en el bolsillo, entrar en un ritmo constante. Siempre me he considerado un buen jugador de equipo y así es como funcionan los Heartbreakers. Todos escuchan lo que los demás hacen musicalmente".
El 1 de septiembre de 1982, debutó en directo en el Santa Cruz Civic Auditorium de Santa Cruz, California, en la gira de promoción del álbum, Long After Dark. Epstein fue miembro de The Heartbreakers hasta su salida debido a su mal estado de salud causado por su adicción a la heroína. Hizo su última aparición con la banda cuando fueron incluidos en el Salón de la Fama del Rock and Roll en marzo de 2002.
Tom Petty elogió a Epstein por sus esfuerzos de colaboración:
Tienes que amarlo, no sé si alguna vez le digo lo bueno que es. Esta noche, hubo una línea al principio del show que apenas pude cantar. Tuve que esforzarme más de lo normal para lograrlo, me estaba acercando mucho al micrófono. Pensaba: "Oh, espero poder hacer esto..." Llegué a ella y oí a Howie cantándola conmigo por su micrófono. Sonaba muy bien, parecía una pista doble. Solo lo miré, me llamó la atención como '¡Si!' Me hizo sentir muy bien, porque sé que él estaba pensando lo mismo, 'Sé que está cansado, lo cubriré. Wham! Lo tengo!' De eso se trata una gran banda. De eso se trata.

### Colaboraciones
Epstein tocó el bajo en grabaciones de Eric Andersen, Bob Dylan, Carlene Carter, Johnny Cash, John Hiatt, Stevie Nicks, Roy Orbison, Carl Perkins, John Prine, Linda Ronstadt, Del Shannon, The Textones, Village People y Warren Zevon.
Fue aclamado como compositor y productor. Epstein produjo dos álbumes para John Prine, el de 1991 The Missing Years, que ganó un Premio Grammy a la Mejor Grabación de Folk Contemporáneo, y Lost Dogs and Mixed Blessings. También ha coproducido Memory Of The Future (1998) y Beat Avenue (2002) de Eric Andersen.

## Vida personal
Epstein formó una asociación creativa y personal con Carlene Carter tras su divorcio del cantautor inglés Nick Lowe y su regreso a los Estados Unidos en 1988, ayudando a Carter a restablecer su carrera. Epstein produjo su exitoso álbum I Fell in Love (1990), y fue coautor de la canción principal con su viejo colaborador, el compositor de Milwaukee Perry M. Lamek. La voz de Carter en el tema principal, "I Fell In Love", le valió una nominación al Grammy a la mejor interpretación vocal femenina de country en 1991. Tres años después, Epstein produjo el siguiente CD de Carter, Little Love Letters. Epstein y Carter fueron novios desde mediados hasta finales de los años 90, y vivieron juntos en Tesuque, Nuevo México, pero nunca se casaron.
Antes de Carlene Carter, Howie estuvo comprometido y vivió con Laurie June, una actriz, modelo y secretaria legal, en Laurel Canyon, California. Estuvieron juntos aproximadamente desde 1979 hasta 1987.

## Fallecimiento
El 23 de febrero de 2003, Epstein murió por complicaciones relacionadas con el consumo de drogas. MTV News informó de que la muerte de Epstein fue causada por una sobredosis de heroína. Tenía 47 años. Los investigadores fueron informados de que Epstein había estado consumiendo heroína. El día de su muerte, Howie fue conducido al Hospital St. Vincent en Santa Fe, Nuevo México por su novia, que lo describió como "bajo tensión". Epstein estaba tomando antibióticos por una enfermedad y había sufrido recientemente de gripe, problemas estomacales y un absceso en la pierna, dijeron sus amigos. Además, se informó de que había estado extremadamente angustiado por la muerte de su perro de 16 años unos días antes.
En entrevistas posteriores, Tom Petty admitió que el comportamiento de Epstein se había vuelto impredecible: "Estaba degenerando en nosotros hasta el punto de que pensamos que mantener a Howie en la banda le estaba haciendo más daño que deshacerse de él. Sus problemas personales eran enormes y graves". Fue enterrado en el cementerio Second Home de Greenfield, Wisconsin. Petty escribió lo siguiente en un artículo para Rolling Stone en respuesta a la muerte de Epstein: "...hay una gran tristeza, porque Howie nunca dejó de ser un Heartbreaker. Simplemente llegó a un punto en el que ya no podía hacerlo ... Es como si tuvieras un árbol muriendo en el patio trasero. Y estás acostumbrado a la idea de que está muriendo. Pero un día miras hacia afuera y lo cortan. Y no puedes imaginar que ese hermoso árbol ya no esté ahí".
En el momento de su fallecimiento, a Epstein le sobrevivían sus hermanos, Craig y Bradley Epstein, y su hija, Jamie Leffler, ahora miembro de la banda de indie rock Dwntwn.